# From the Inside (album de Laura Pausini)
Pour les articles homonymes, voir From the Inside.
From the Inside est un album de la chanteuse italienne Laura Pausini sorti le 5 novembre 2002.

## Description
Certaines chansons de cet album ont été publiées dans d’autres albums de Laura Pausini, en particulier des albums en italien ou en espagnol. Des auteurs compositeurs de renom ont participé à l’élaboration de cet album dont le fameux collaborateur de Madonna, Patrick Leonard.
Malgré les efforts de la chanteuse, les américains boudèrent son album. La marque Atlantic Records, chargée de la promotion, a, d’après Laura[réf. nécessaire], commis une erreur en le présentant comme un album « dance ». La brouille fut sérieuse entre les deux protagonistes, la marque refusant de requalifier l’album. Laura, après avoir menacé de rentrer en Europe et de tout laisser tomber, fut fidèle à sa promesse face à l’attitude négative d’Atlantic Records.
Cependant, on compte deux remix de cet album no 1 des classements américains : Surrender et If That's Love.

## Liste des pistes
| 1.  | I Need Love                                      | Kara DioGuardi, Ulf Lindström, Johan Ekhé                                   | 3:54 |
| 2.  | Do I Dare                                        | Evan Rogers, Carl Sturken                                                   | 4:04 |
| 3.  | Surrender                                        | Dane de Viller, Sean Hosein, Steven Smith, Anthony Anderson                 | 3:57 |
| 4.  | If That’s Love                                   | Andrew Logan, Pam Reswick                                                   | 3:34 |
| 5.  | It’s Not Good–bye                                | Antonio Galbiati, Laura Pausini, Cheope Adaptation anglaise : Shelly Peiken | 4:38 |
| 6.  | Love Comes From The Inside                       | Patrick Leonard, Olivia d’Abo                                               | 3:57 |
| 7.  | Every Little Thing You Do                        | Stephanie Bentley, George Teren                                             | 3:59 |
| 8.  | Every Day Is a Monday                            | Andreas Carlsson, Alistair Thomson                                          | 3:06 |
| 9.  | You Are                                          | Peter Bertilsson, Andreas Aleman                                            | 4:13 |
| 10. | I Do To Be                                       | Kara DioGuardi, Ulf Lindström, Johan Ekhé, Jessica Pihlnäs                  | 3:25 |
| 11. | Without You                                      | K. C. Porter, Eric Buffat, Arnie Roman                                      | 4:32 |
| 12. | Every Little Thing You Do (reprise piano + voix) | Stephanie Bentley, George Teren                                             | 2:53 |

Pistes supplémentaires de l’édition australienne
Toutes les chansons sont écrites et composées par Dane de Viller, Sean Hosein, Steven Smith, Anthony Anderson.
| No  | Titre     | Titre du remix        | Durée |
| --- | --------- | --------------------- | ----- |
| 13. | Surrender | Toronto chilled mix   | 5:05  |
| 14. | Surrender | Eric Kupper radio mix | 4:06  |

Pistes supplémentaires de l’édition japonaise
| No  | Titre                     | Paroles                                                     | Musique                                                     | Durée |
| --- | ------------------------- | ----------------------------------------------------------- | ----------------------------------------------------------- | ----- |
| 13. | Surrender (Ford’s remix)  | Dane de Viller, Sean Hosein, Steven Smith, Anthony Anderson | Dane de Viller, Sean Hosein, Steven Smith, Anthony Anderson | 7:44  |
| 14. | Il mio sbaglio più grande | Laura Pausini, Giuseppe Dati, Cheope                        | Andreas Carlsson, Alistair Thomson                          | 3:05  |
| 15. | In assenza di te          | Pausini, Cheope                                             | Antonio Galbiati                                            | 4:30  |